# Pantanal paraguayo

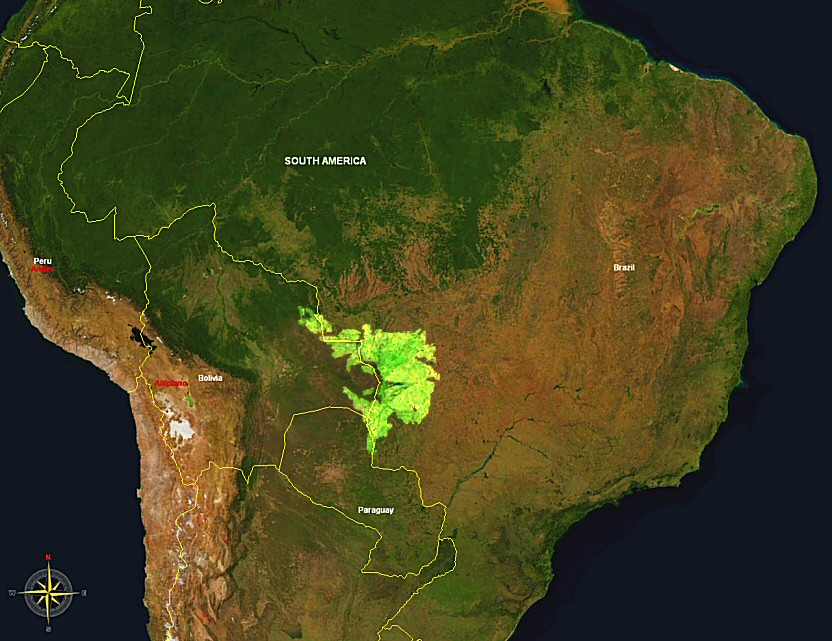
La extensión del Pantanal en Brasil, Bolivia, Paraguay.

El Pantanal paraguayo es la parte localizada en territorio de Paraguay del Pantanal, el mayor sistema de humedales del mundo, que comprende también parte de Brasil y Bolivia. Constituye un gran delta interior donde anualmente las aguas suben varios metros, inundando un extenso territorio, y luego retroceden creando un escenario natural de gran belleza, refugio de aves, peces, anfibios, reptiles y mamíferos. 
Cubre aproximadamente 15 000 km² en la cuenca alta del río Paraguay. Considerado como uno de los más interesantes de América por su entorno natural y cultural.
El turismo fluvial es una modalidad que está creciendo en el Paraguay. Cruceros de lujo y barcos que viajan del río Paraguay, desembocan aguas arriba en el pantanal, escenario de un espectáculo viviente de gran interés natural. 
Dicha maravilla se encuentra en proceso de ser declarado Patrimonio Natural de la Humanidad por la UNESCO.

## Carmelo Peralta: La puerta de entrada al Pantanal
Desde Paraguay, la puerta de entrada al pantanal es la ciudad de Carmelo Peralta, ubicada a 716 km de Asunción, en la margen izquierda del río Paraguay, en la frontera con Porto Murtinho, Brasil. Se llega por vía terrestre, a través de la ruta PY09 y luego por la ruta PY15 (ambas asfaltadas); por vía fluvial se puede llegar mediante lanchas, barcos y cruceros; y también por vía aérea con vuelos chárter desde el aeropuerto internacional Silvio Pettirossi, ya que el municipio cuenta con una pequeña pista de aterrizaje de tierra de unos 1.300 metros de longitud.
Con la construcción del Puente Bioceánico con Brasil, el distrito se está desarrollando rápidamente, ya que muchas empresas privadas se encuentran invirtiendo creando desarrollos inmobiliarios, hoteles, restaurantes, supermercados, estaciones de servicio, fábricas y comerciales de productos importados.

## Un paseo por el río Paraguay
Remontar el río en lanchas o barcos turísticos es la actividad ideal para apreciar toda la belleza y variedad de la fauna y flora del pantanal; el país de palmares y cerros propios de la región. 
El pantanal es un territorio ideal para la prácticas de safaris fotográficos por su riqueza faunística, se puede apreciar una gran variedad de animales silvestres; yacarés, carpinchos, boas, nutrias y cinco especies de monos. También existe una fauna específica de la zona, como iguana, ardilla, nutria gigante o arira’i. 
La interesante diversidad de aves merece un capítulo aparte. El río Paraguay es generoso con quienes practican la pesca posee una gran cantidad y variedad de peces estimada en más de 120 especies. Se pueden alquilar lanchas para paseos de pesca o simplemente para contemplar el paisaje.
Otros municipios importantes en el pantanal son Fuerte Olimpo, la capital departamental y poblado más antiguo de la zona y Bahía Negra, el puerto más septentrional del Paraguay donde se encuentra el refugio biológico “Tres Gigantes” de la fundación Guyra Paraguay. Río arriba se puede divisar el Hito Tripartito, que marca la frontera entre Paraguay Brasil y Bolivia.

## Paraísos de aves
El pantanal paraguayo es de gran importancia para la conservación de aves. Tuyuyues, garzas , patos, cigüeñas, mbiguaes y martín pescador común. Se registran ahora 354 especies en este  sitio de humedales ríos, bosques, palmares. 
Más del 50% de la aves del Paraguay se concentra en la zona del pantanal de estas 354 especies, 71 son de alta importancia para la conservación ya que se encuentran amenazadas a nivel mundial y pueden ser vistas en el pantanal paraguayo donde aún se conserva en un estado natural.

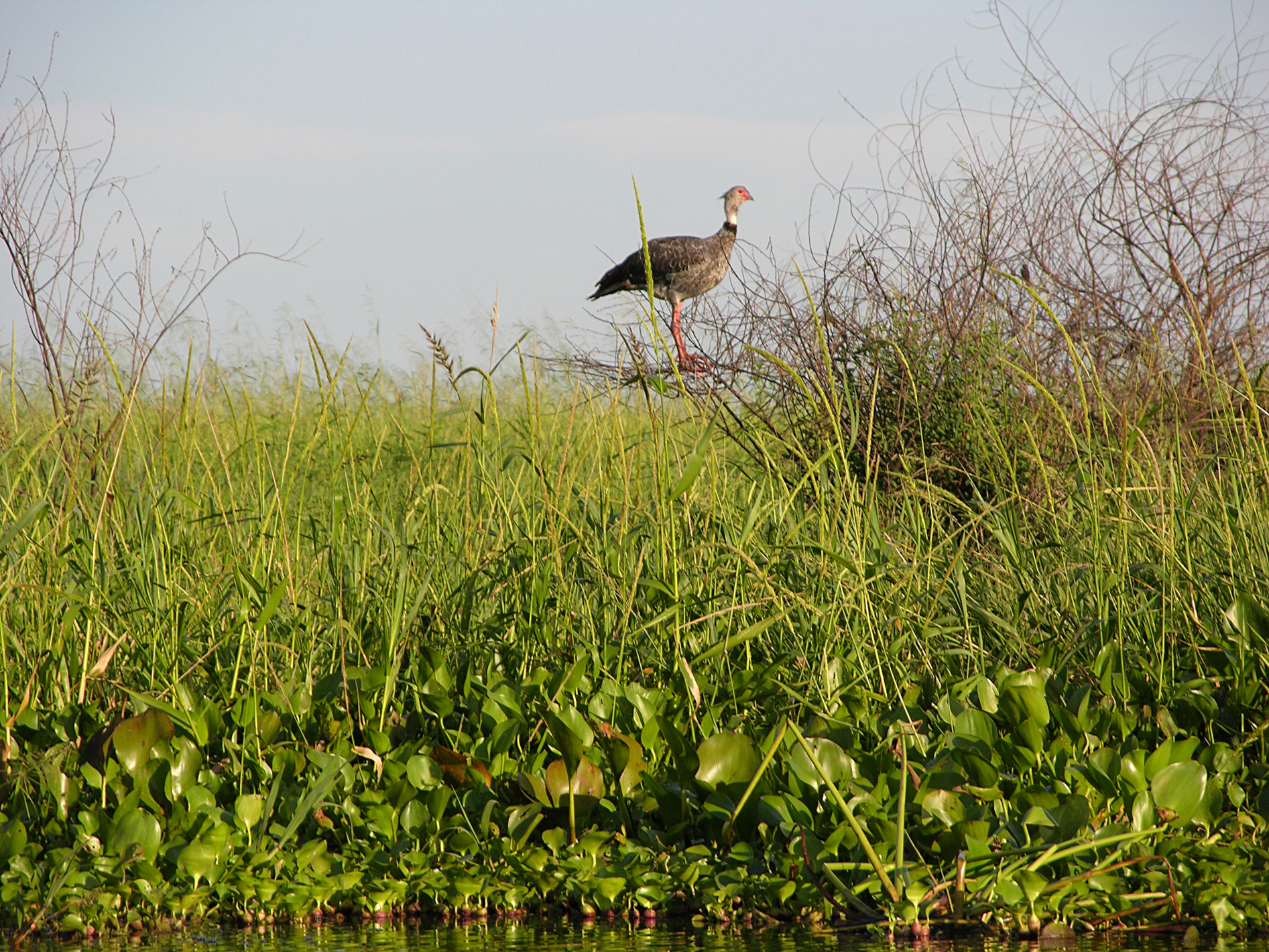
Chauna.